# 長岡村 (高知県)
長岡村（ながおかむら）は、高知県長岡郡にあった村。現在の南国市中心部の北半と、その北方一帯にあたる。

## 地理
- 河川：国分川

## 歴史
- 1889年（明治22年）4月1日 - 町村制の施行により、西野地村・廿枝村の区域をもって発足。
- 1896年（明治29年） - 大字西野地が分割して大字陣山・西山・上末松・下末松・坂折・三畠・東崎・小籠となる。
- 1898年（明治31年） - 大字坂折が改称して大字野中となる。
- 1950年（昭和25年）3月24日 - 村内に昭和天皇の戦後巡幸。高知県立高知農業高等学校校庭に長岡村奉迎場が設けられた[1]。
- 1956年（昭和31年）9月30日 - 後免町・上倉村・瓶岩村・久礼田村・国府村と合併し、改めて後免町が発足。同日長岡村廃止。

## 交通

### 鉄道路線
- 日本国有鉄道
  - 土讃線：土佐長岡駅 - 後免駅
- 土佐電気鉄道
  - 後免線：後免西町通停留場 -（香長村）- 小篭通停留場

現在は後免駅に土佐くろしお鉄道ごめん・なはり線が乗り入れるが、当時は未開業。